# MreB

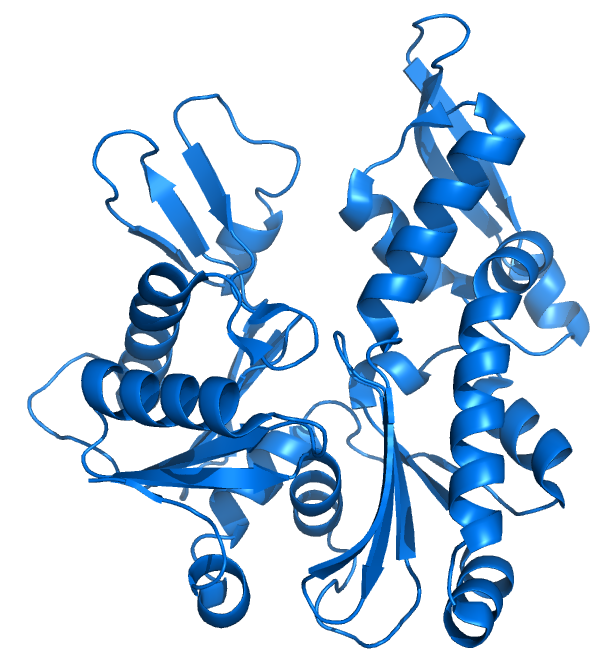
Схематичне зображення MreB. Структура білка подібна до структури еукаріотичного актину.

MreB — білок цитоскелету бактерій (кодується геном mreB), гомолог еукаріотичного актину, як було показано за схожістю третинної структури і амінокислотної послідовності. Гомологія цих двох білків пропонує спільне походження. MreB полімеризується в бактеріях, формуючи спіральні філаменти, подібні до актинових мікрофіламентів.